# Seznam biskupů a arcibiskupů v Minsku a Mogilevě

## Biskupové minští
- Jakub Ignacy Dederko (1798–1829)
- Mateusz Lipski (1831–1839)
  - Sede vacante (1839–1852)
- Adam Wojtkiewicz (1852–1869)
  - sjedonceno s Mogilevem (1869–1917)
- Zygmunt Łoziński (1917–1925)
  - Boļeslavs Sloskāns (1926–1981) (apoštolský administrátor)

## Arbiskiskupové mogilevští
- Stanisław Jan Siestrzeńcewicz Bohusz (1783–1826)
- Kasper Kazimierz Cieciszowski (1828–1831)
  - Sede vacante (1831–1841)
- Ignacy Ludwik Pawłowski (1841–1842)
  - Sede vacante (1842–1848)
- Kazimierz Roch Dmochowski (1848–1851)
- Ignacy Hołowiński (1851– 1855)
- Wacław Żyliński (1856–1863)
  - Sede vacante (1863–1872)
- Antoni Fijałkowski (1872–1883)
- Aleksander Kazimierz Gintowt Dziewałtowski (1883–1889)
- Szymon Marcin Kozłowski (1891–1899)
- Bolesław Hieronim Kłopotowski (1901–1903)
- Jerzy Józef Elizeusz Szembek (1903–1905)
  - Sede vacante (1905–1908)
- Apolinary Wnukowski (1908–1909)
- Wincenty Kluczyński (1910–1914)
  - Sede vacante (1914–1917)
- Eduard Baron von der Ropp (1917–1939)
  - Sede vacante (1939–1991)

## Arcibiskupové minsko–mogilevští
- kardinál Kazimierz Świątek (1991–2006)
- Tadeusz Kondrusiewicz, od 2007